# Соларев, Владимир Николаевич
Владимир Николаевич Соларев (род. 6 февраля 1960, Макеевка, Сталинская область) — советский хоккеист, защитник, нападающий. Мастер спорта СССР. Российский тренер.

## Биография
Уроженец Макеевки, начинал играть в клубе «Олимп» (Первомайский), тренер В. Жабунин. Воспитанник «Торпедо» Усть-Каменогорск, в составе которого дебютировал во второй лиге сезона 1978/79. По итогам следующего сезона вышел с клубом в первую лигу. Четыре сезона (1982/83 — 1985/86) провёл в команде высшей лиги «Ижсталь» Ижевск. Играл в первой лиге за «Бинокор» Ташкент (1986—1987), во второй за «Трактор» Липецк (1987/88 — 1991/92).
Окончил Усть-Каменогорский педагогический институт (1982). В липецкой команде был играющий тренером (1991/92), главным тренером (1992/93 — 1994/95), тренером (1996/97). Был тренером в ДЮСШ Липецка и Норильска. Тренер «Гомеля» (Белоруссия, 2004/05).
С середины 2000-х — тренер в различных петербургских хоккейных школах. Тренер в клубах «СКА-Нева» (ВХЛ, 2015/16), «СКА-Варяги» (НМХЛ, 2017/18). С 2020 года — в системе «Динамо» СПб.